# Gmina Konopnica (Powiat Wieluński)
Die Gmina Konopnica ist eine Landgemeinde im Powiat Wieluński der Woiwodschaft Łódź in Polen. Ihr Sitz ist das gleichnamige Dorf mit 813 Einwohnern (Stand: 31. März 2011).

## Geographie

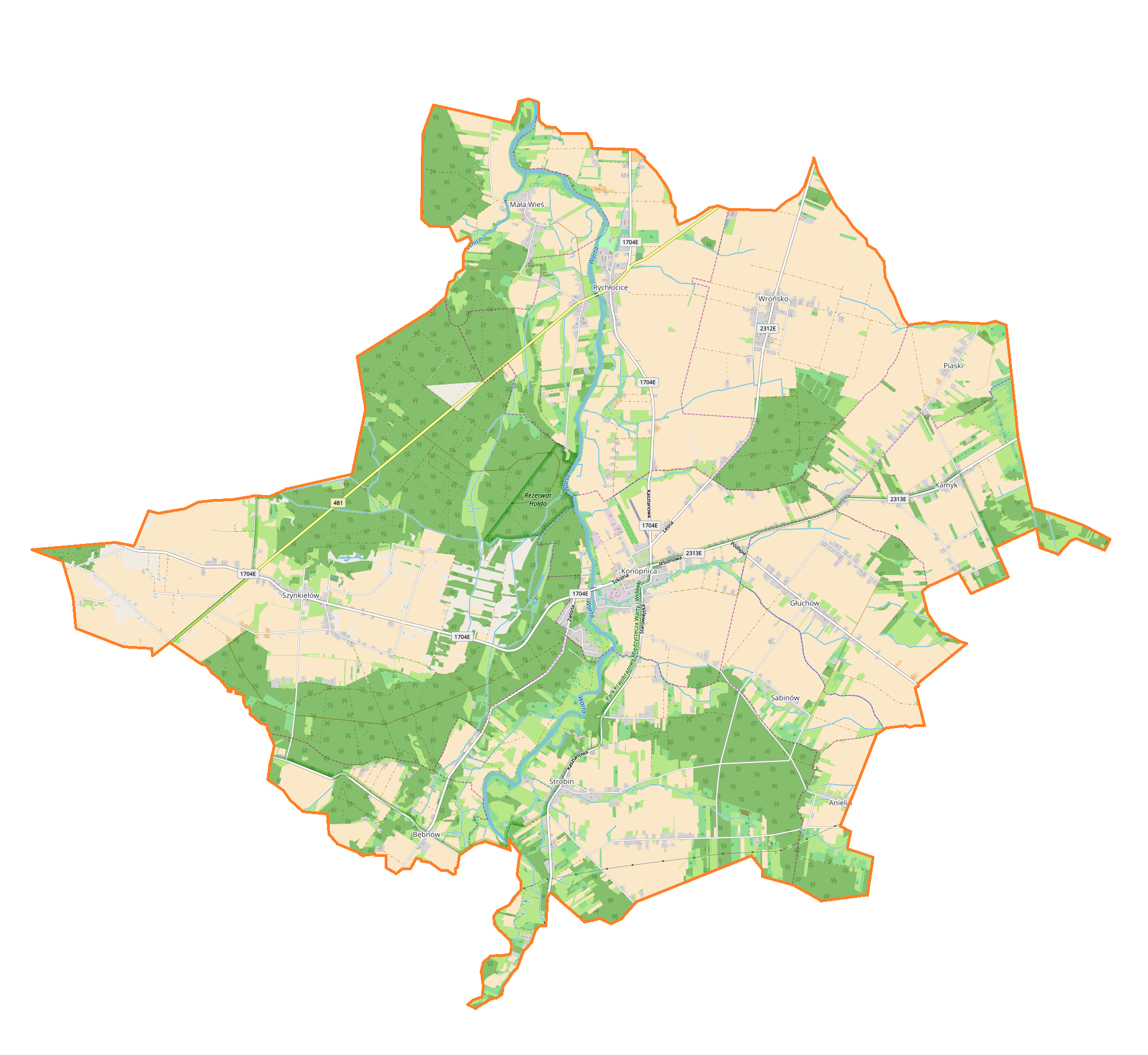
Karte der Gemeinde

Die Gemeinde liegt im Südwesten der Woiwodschaft. Die Warthe (polnisch Warta) durchzieht die Gemeinde von Süden nach Norden. Die Stadt Łódź liegt etwa 60 Kilometer nordöstlich, die Kreisstadt Wieluń etwa 20 Kilometer südwestlich. Nachbargemeinden sind Brąszewice, Brzeźnio, Burzenin, Osjaków, Ostrówek, Rusiec, Widawa und Złoczew.
Die Gemeinde hat eine Fläche von 83 km², von der 66 Prozent land- und 25 Prozent forstwirtschaftlich genutzt werden.

## Geschichte
Von 1975 bis 1998 gehörte die Gemeinde zur Woiwodschaft Sieradz. Die Landgemeinde wurde 1973 wiedergegründet. Zuvor bestanden auf ihrem Gebiet seit 1954 mehrere Gromadas. Vorgängergemeinden wurden 1867 unter russischer Herrschaft und 1919 zur Zeit der Zweiten Polnischen Republik eingerichtet.

## Gliederung
Zur Landgemeinde (gmina wiejska) mit 3759 Einwohnern (Stand 31. Dezember 2020) gehören 12 Dörfer mit Schulzenämtern (sołectwa; deutsche Namen von 1943–1945):
- Anielin (?)
- Bębnów (Bebenau)[4]
- Głuchów (?)
- Kamyk (?)
- Konopnica (Hanfhütte)[4]
- Mała Wieś (Kleindorf)[4]
- Piaski (?)
- Rychłocice (Reichlitz)[4]
- Sabinów (?)
- Strobin (Strohfeld)[4]
- Szynkielów (Waldschänke)[4]
- Wrońsko (?)

## Denkmalgeschützte Sehenswürdigkeiten
- Pfarrkirche Sw. Rocha in Konopnica, 1642 errichtet[5][6]
- Herrenhaus in Konopnica (19. Jahrhundert), genutzt durch die Technische Universität Łódź[7][8]
- Getreidespeicher des Guts in Konopnica (19. Jahrhundert)[9]
- Ehemalige Wassermühle in Konopnica (19. Jahrhundert,[10] 1976–1979 elektrisch betrieben)[7]
- Holzkirche in Rychłocice, 1770[11]
- Herrenhaus in Rychłocice (19. Jahrhundert)[12]
- Getreidespeicher des Guts in Rychłocice (19. Jahrhundert)[13]

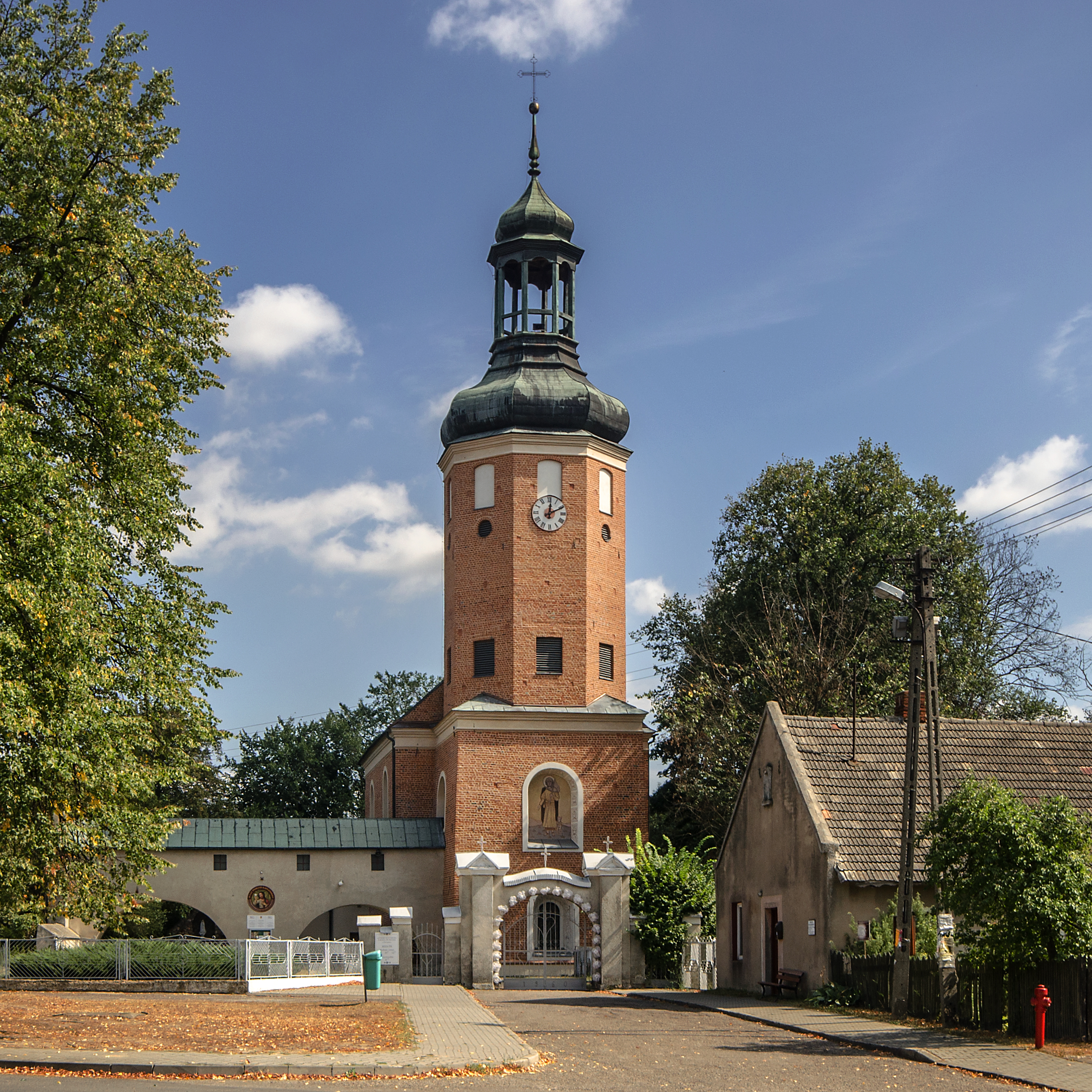
Pfarrkirche in Konopnica
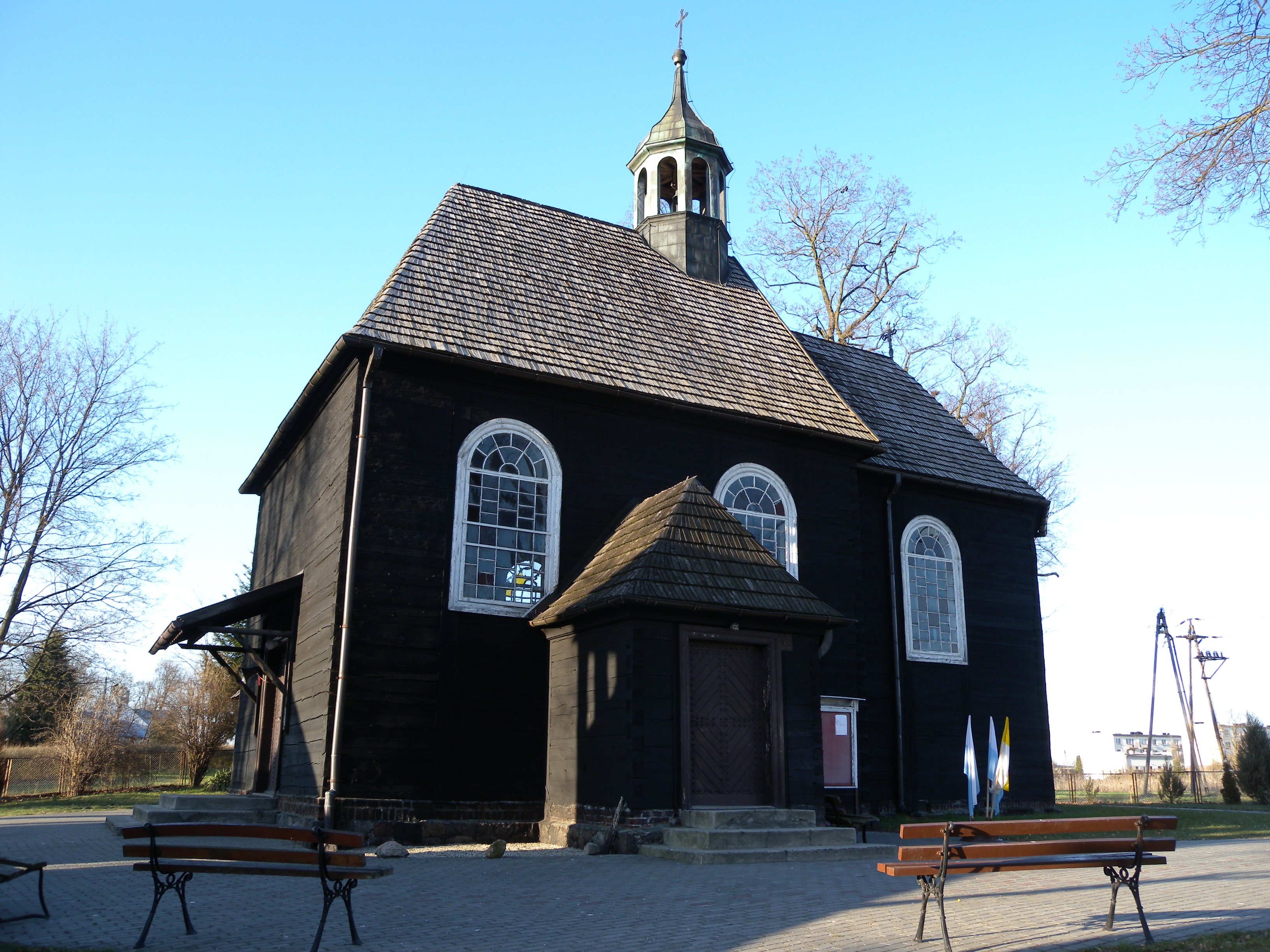
Holzkirche in Rychłocice
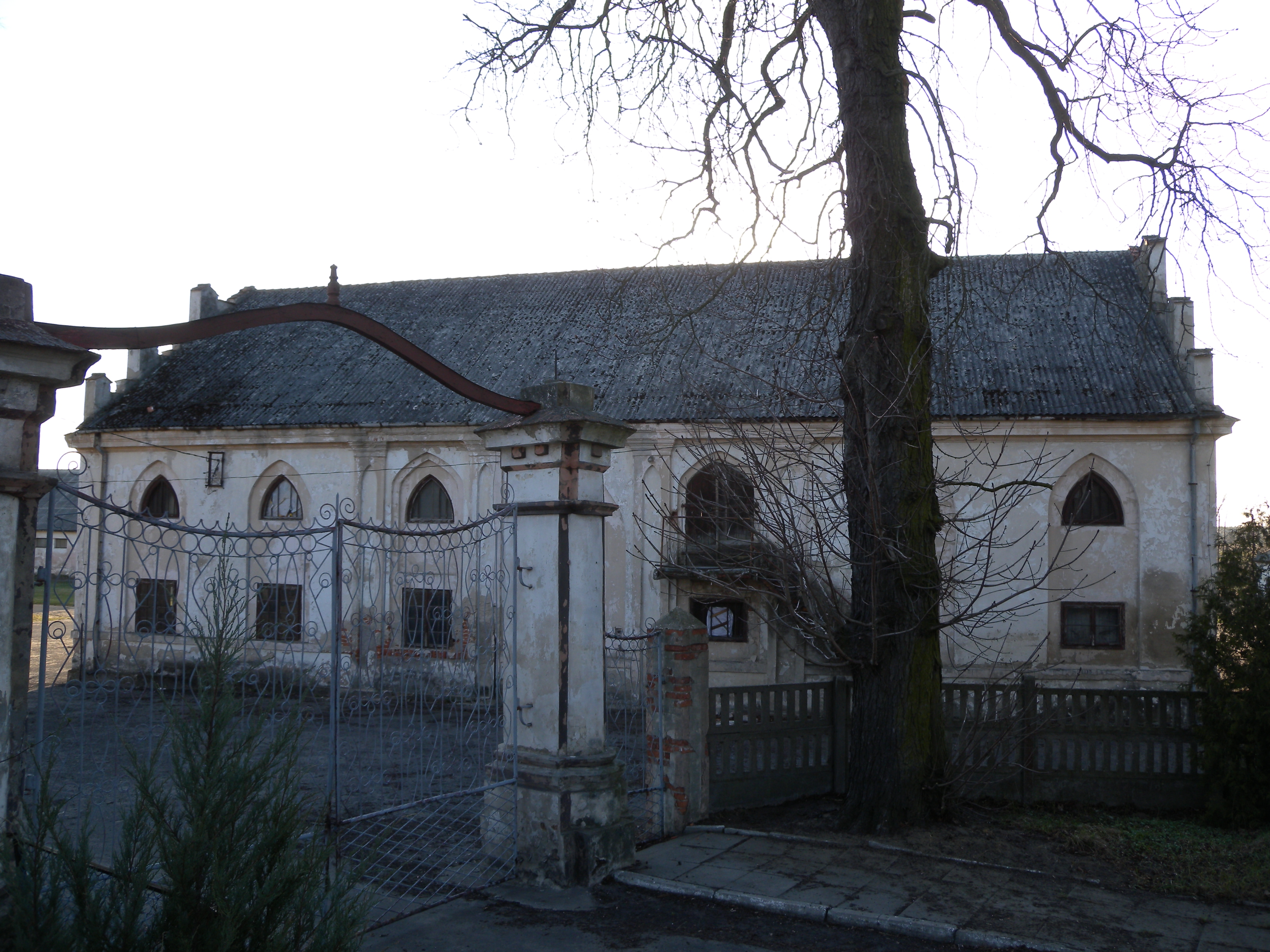
Getreidespeicher in Rychłocice

## Verkehr
Die Woiwodschaftsstraße DW481 führt von der Kreisstadt Wieluń durch das nördliche Gebiet der Gemeinde nach Łask in Richtung der Woiwodschaftshauptstadt Łódź. Der nächste Bahnhof ist Rusiec Łódzki an der Bahnstrecke Chorzów–Tczew. Łódź ist der nächste internationale Flughafen.
Auf dem Gebiet des Hauptortes der Gemeinde befindet sich seit 2013 der private Verkehrslandeplatz Lądowisko Konopnica (ICAO-Code: EPZK) mit einer 550 Meter langen und 30 Meter breiten Grasbahn.